# Virus Zika
Orthoflavivirus zikaense
Cet article concerne le virus. Pour la maladie provoquée par ce virus, voir Maladie à virus Zika.
Pour les articles homonymes, voir Virus et Zika.
Espèce
Le virus Zika, nom scientifique Orthoflavivirus zikaense, est l'agent infectieux à l'origine, chez l'homme, de la maladie à virus Zika. Il s'agit d'un virus à ARN monocaténaire de polarité positive, relevant donc du groupe IV de la classification Baltimore, et appartenant au genre Orthoflavivirus. Il est notamment apparenté aux virus de la dengue, de la fièvre jaune, de l'encéphalite japonaise et du Nil occidental. Il appartient au même sérogroupe que le virus Spondweni,.
Le nom du virus fait référence à la forêt de Zika, près d'Entebbe (Ouganda), où il a été isolé en 1947 sur un macaque rhésus avant d'être caractérisé en 1952 comme une nouvelle espèce virale. Il existe en fait deux lignées de virus Zika, l'une originaire d'Afrique et l'autre d'Asie.
En février 2016, faisant suite à l'apparition de l'épidémie d'infections à virus Zika au Brésil, l'Organisation mondiale de la santé « a rendu l’avis que le groupe récent de cas de microcéphalie et d’autres troubles neurologiques signalés au Brésil, faisant suite à un regroupement similaire de cas en Polynésie française en 2014, constitue une urgence de santé publique de portée internationale (USPPI) ».

## Phylogénie
Il existe deux lignées de virus Zika, l'une originaire d'Afrique et l'autre d'Asie. Des études phylogénétiques indiquent que le virus qui se propage sur le continent américain est identique à 89 % aux génotypes africains mais est apparenté plus étroitement aux souches asiatiques qui ont circulé en Polynésie française au cours de l'épidémie de 2013-2014,. La souche asiatique semble s'être différenciée aux alentours de 1928.

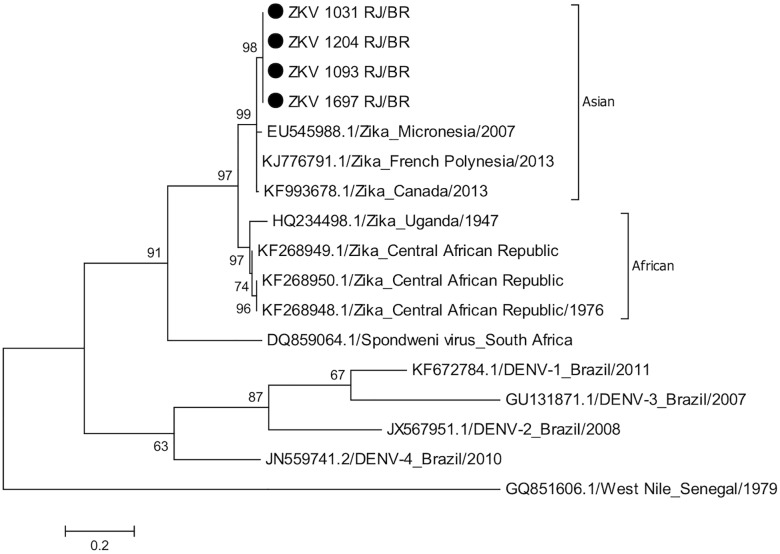
Les souches de virus Zika séquencées à Rio de Janeiro en 2016 (marquées d'un point noir ⬤ en haut de l'arbre) sont proches de celles identifiées en Polynésie française en 2013[12].

## Génome et structure
Ce virus enveloppé d'environ 50 nm de diamètre présente une nucléocapside recouverte d'une membrane et contenant l'ARN viral. Il a un génome non segmenté long de 10 kilobases qui code trois protéines structurelles et sept protéines non structurelles. La séquence de l'ARN d'une souche de virus Zika issue de l'épidémie de 2013 en Polynésie française a ainsi montré un génome de 10 617 nucléotides avec un cadre de lecture ouvert de 10 272 nucléotides codant une polyprotéine clivée en les protéines suivantes : protéine de capside C de 105 résidus d'acides aminés ; protéine de prémembrane prM de 187 résidus ; protéine d'enveloppe E de 505 résidus comprenant le motif de glycosylation de 154 résidus précédemment associé à la virulence ; et sept protéines non structurelles : NS1 de 352 résidus ; NS2A de 217 résidus ; NS2B de 139 résidus ; NS3 de 619 résidus, une hélicase ayant une activité de protéase à sérine en complexe NS2B-NS3 ; NS4A de 127 résidus ; NS4B de 255 résidus ; NS5 de 904 résidus, une ARN polymérase ARN-dépendante.
L'une de ces protéines structurelles, la glycoprotéine d'enveloppe E, encapsule le virus et se lie à la membrane de l'endosome de la cellule hôte pour déclencher l'endocytose. L'ARN viral forme une nucléocapside avec la protéine de capside C de 12 kDa. Cette nucléocapside est enveloppée dans une membrane dérivée de la membrane plasmique de la cellule hôte, modifiée avec deux glycoprotéines virales. La réplication nécessite une ARN polymérase ARN-dépendante.
L'extrémité 5’ de l'ARN viral porte une coiffe tandis que l'extrémité 3’ est dépourvue de queue poly(A) mais forme une épingle à cheveux reconnue par l'exoribonucléase cellulaire XRN1 (en) qui la clive.

Représentation d'une enveloppe virale de virus Zika[22] montrant les protéines d'enveloppe E en jaune, orange et rouge-orangé pour mettre en évidence la symétrie icosaédrique. Les pointes couleur cyan sont des chaînes polyosidiques. On peut apercevoir les protéines de membrane M en magenta dans les fissures entre les protéines d'enveloppe.
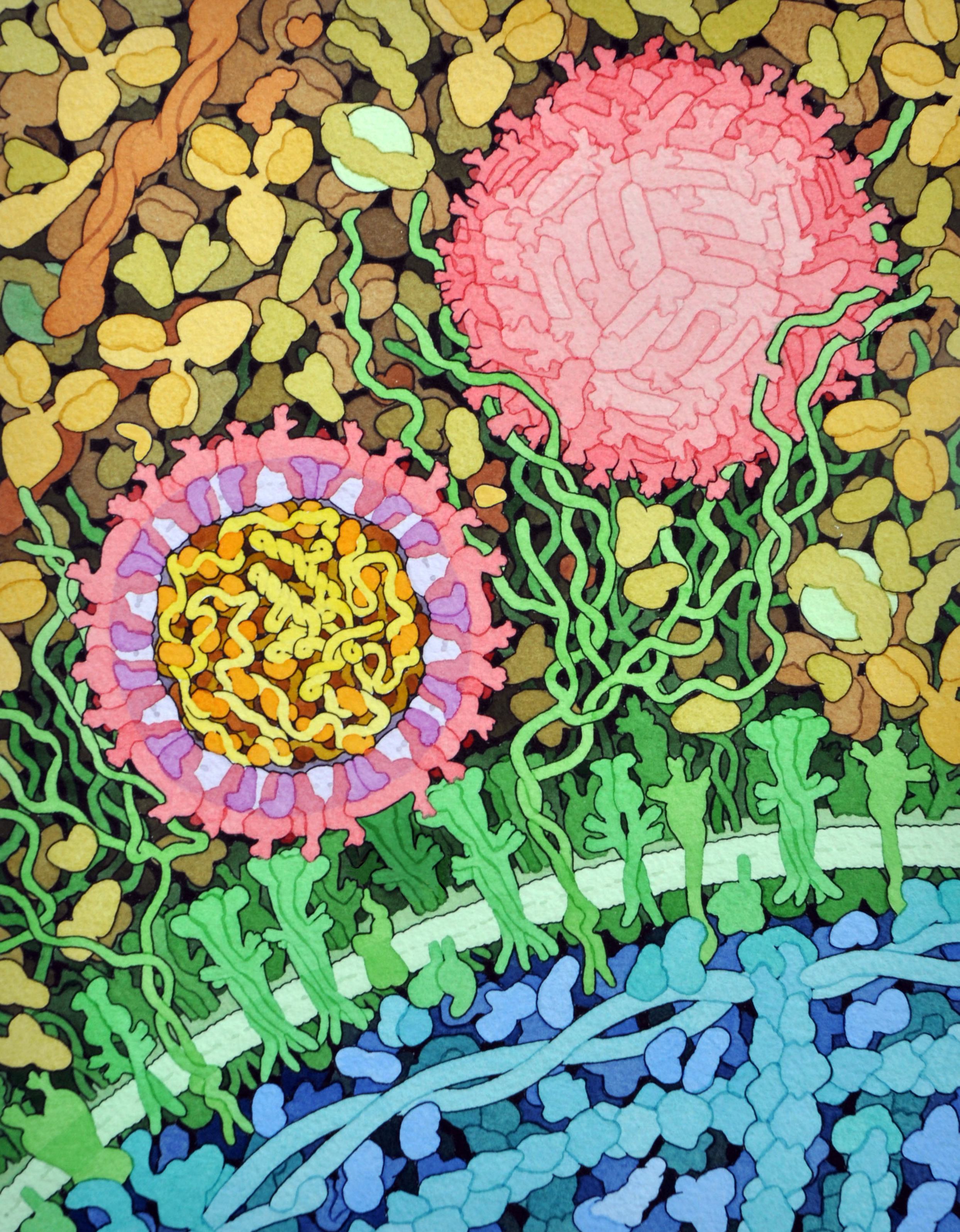
Coupe[22] d'un virion de virus Zika (à gauche) montrant les protéines d'enveloppe E représentées en rouge et les protéines de membrane M en magenta incluses dans la membrane lipidique en violet et interagissant avec les récepteurs membranaires à la surface des cellules en vert. Dans la capside, le génome d'ARN en jaune est lié aux protéines de capside C en orange.

Le virion a un diamètre ne dépassant pas 50 nm avec les protéines de surface (les protéines d'enveloppe et de membrane) organisées selon une géométrie icosaédrique dont chaque face contient trois homodimères de la protéine d'enveloppe E, tandis que la protéine transmembranaire M se loge dans l'enveloppe virale. La protéine de capside C est associé à l'ARN viral. La nucléocapside est soit faiblement structurée (ne suivant pas la symétrie icosahédrique de l'enveloppe) soit structurée mais dynamique,.

## Infection des cellules hôtes
Une étude a montré que six heures après l'infection de cellules par le virus Zika, les vacuoles et les mitochondries de ces cellules commencent à enfler. Ce gonflement devient suffisamment sévère pour déclencher la paraptose (en) des cellules. Cette forme de mort cellulaire programmée requiert l'expression de certains gènes.
Le virus Zika cible particulièrement les cellules de la peau et les cellules souches neuronales, entraînant des malformations sévères chez le nouveau-né et des atteintes neurologiques graves, comme le syndrome de Guillain-Barré.
La protéine IFITM3 (en) est une protéine transmembranaire des cellules capable de protéger ces dernières de l'infection virale en bloquant l'attachement du virus. Les cellules les plus sensibles à l'infection au virus Zika sont celles qui ont un faible taux de protéine IFITM3. Une fois les cellules infectées, le virus réorganise le réticulum endoplasmique en formant de grandes vacuoles, ce qui tue la cellule.

## Maladie

Distribution du virus Zika.
Signes sérologiques uniquement.
Infection autochtone confirmée.

L'infection à virus Zika est une virose généralement asymptomatique avec quelques cas présentant des symptômes peu marqués évoquant la dengue,. Parmi les symptômes de la maladie, on relève fièvre, yeux rouges, douleurs articulaires, maux de tête, éruptions cutanées,,. Ils se prolongent généralement moins d'une semaine et ne sont pas mortels, en revanche la transmission du virus de la femme enceinte à son fœtus est susceptible d'entraîner une microcéphalie et diverses autres malformations du cerveau chez le nouveau-né,, tandis qu'on peut observer un syndrome de Guillain-Barré chez l'adulte.
On peut contracter la maladie essentiellement par piqûre de moustiques du genre Aedes, mais elle peut également se transmettre sexuellement ainsi qu'éventuellement lors de transfusions sanguines,. Les femmes enceintes peuvent transmettre le virus à leur bébé,. Le virus peut encore être excrété dans l'urine à taux élevés plus de 10 jours après le début de la maladie, après qu'on ne le trouve plus dans le sérum.
Le diagnostic est réalisé par prélèvement de sang, d'urine ou de salive pour y rechercher la présence d'ARN viral, ou pour rechercher des anticorps dans le sang chez les patients présentant les symptômes depuis plus d'une semaine,.

## Manipulation de l'hôte, de son odeur et des moustiques par le virus
Comme dans le cas de la dengue et probablement dans le cas d'autres maladies vectorielles dont le vecteur est le moustique, le virus peut modifier l'odeur corporelle de son hôte à son profit, en le rendant plus attractif pour les moustiques, ce qui permet au virus de mieux être géographiquement dispersé et de trouver d'autres hôtes chez lesquels il aura une chance de se faire dupliquer. Ceci a été montré en Chine en 2022, à l'université Tsinghua (Pékin), chez la souris de laboratoire.
La modification de l'odeur de l'hôte lors d'une maladie est connue depuis longtemps. On avait déjà montré que le parasite causant le paludisme change l'odeur corporelle de son hôte, qui attire alors plus les moustiques femelles, et ce type de manipulation est également connu chez les végétaux (ex : le virus de la mosaïque du concombre fait libérer par sa plante hôte une molécule attirant les pucerons, qui seront le vecteur de dispersion pour le virus). Les virus Zika et celui de la dengue font que certaines bactéries du microbiote cutané de la souris ou de l'humain produisent environ dix fois plus d'acétophénone que la normale. Et des souris saines ou des humains expérimentalement badigeonnés avec l'acétophénone attirent effectivement plus les moustiques. Il semble que le virus inhibe la production d'une protéine antimicrobienne normalement sécrétée par la peau. Le gène codant pour  cette protéine est inhibé chez les souris infectées par le virus Zika (ou de la dengue). On a constaté que les humains infectés par ces virus produisent plus d'acétophénone au niveau de leurs aisselles que ceux qui ne sont pas infectés. La vitamine A (connue pour traiter certaines affections cutanées) diminue la quantité d'acétophénone exsudée par les animaux, ce qui en fait un candidat pour les antiviraux, qui sera testé en Malaisie, où la Dengue est endémique.